# Folk metal

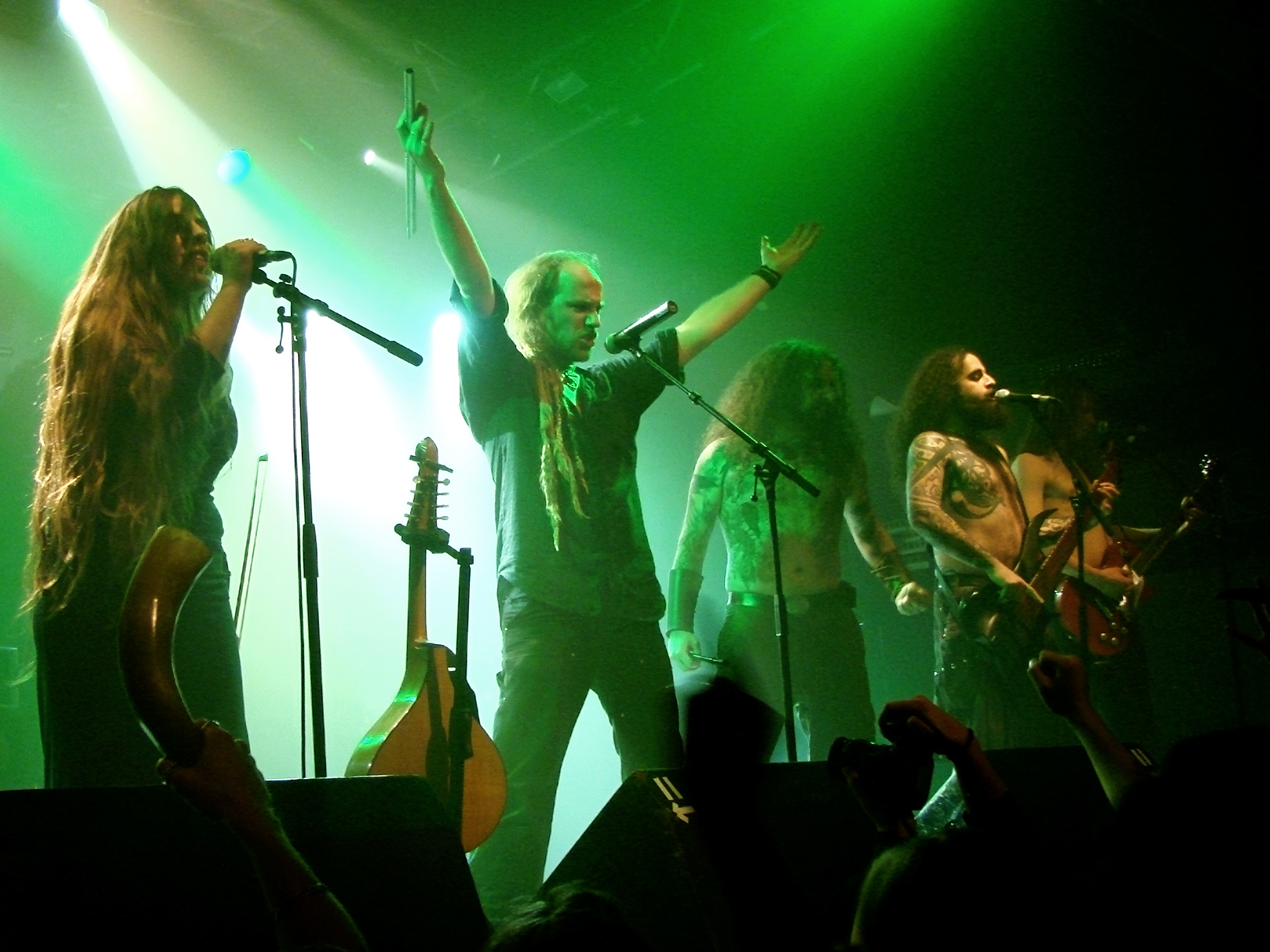
Eluveitie, una de les bandes més representatives del folk metal, en concert.

El folk metal és una variant de la música metal caracteritzada per la fusió amb la música folk, si bé la major part de les vegades només se solen considerar com a músics de folk metal els que fusionen el metal amb l'estil musical del folclore de les cultures europees preromàniques, en especial la cèltica i la germànica.

## Orígens musicals
S'acostuma a citar el power metal, pel seu toc de fantasia; o bé el black metal, per la seua exaltació del paganisme, com els orígens més probables del folk metal, ja que, a més, la majoria dels grups fusionen la música folk amb alguna d'aquestes dues variants. Això no obstant, el folk metal no té un origen definit, ja que alguns també el situen al death metal melòdic.
Cal dir que el folk metal no prové del folk rock, ja que aquest, en un principi, només combinava el rock amb cançons folk nord-americanes, mentre que el folk metal està caracteritzat per les tradicions cèltiques i germàniques que ressalta.
Uns dels primers a utilitzar instruments de les tradicions europees preromàniques i cantar sobre les tradicions d'aquestos pobles sobre una base musical de metal foren els britànics Skyclad, als que seguiren tota una onada de bandes que van estendre el gènere, que es va popularitzar sobretot a Europa, potser per l'herència cultural. Així, van sorgir bandes com Moonspell a Portugal, o Mägo de Oz a Espanya, que prompte van adquirir una popularitat moderada. El gènere, que mai va acabar de copsar als EUA, compta amb un bon nombre de seguidors a Europa. A sud-amèrica compta amb nombre moderat de fans, gràcies en gran part a Mägo de Oz.

## Característiques

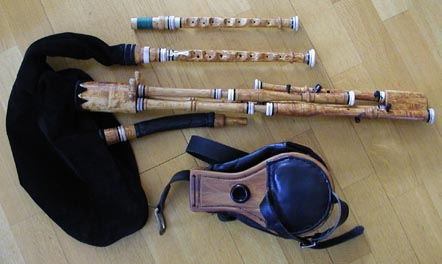
La gaita, un dels instruments tradicionals celtes, és un dels més utilitzats pels músics de folk metal.

Els grups de folk metal solen incorporar en les seues composicions instruments tradicionals de les cultures a les que fan referència, generalment flautes i gaites, encara que també hi ha grups que hi utilitzen violins. Les lletres solen tractar de les tradicions de la cultura a la que imiten, però cal dir que no sempre és així.
Les composicions acostumen a ser molt melòdiques i a posar molt d'èmfasi en els instruments tradicionals, però a banda d'això no hi ha cap característica destacable en la que tots els grups hi coincideixin, ja que cada grup combina el folk amb un subgènere de metal diferent. Generalment se sol utilitzar com a base el power metal o el black metal, o fins i tot una combinació entre ambdós, però també s'han utilitzat altres: des de heavy metal fins thrash metal. Així, grups com Eluveitie utilitzen una base de death metal melòdic, mentre que altres com Tanzwut el fusionen amb el metal industrial i la Neue Deutsche Härte.
Les lletres quasi sempre estan escrites en la llengua materna dels músics (noruec, suec, danès, alemany), en lloc de l'habitual anglès, i hi ha àdhuc alguns grups que canten en les llengües mortes dels pobles que imiten. Un clar exemple d'açò és Eluveitie, que parla de la cultura de l'antiga Helvècia gal·la i té algunes lletres escrites en l'antic idioma gal.

## Subgèneres derivats
Han sorgit diversos subèneres del folk metal, en part degut a la varietat de cultures que retraten, i que varia segons el grup. Així, podem destacar, entre d'altres, el viking metal, el celtic metal i el medieval metal.

### Viking metal

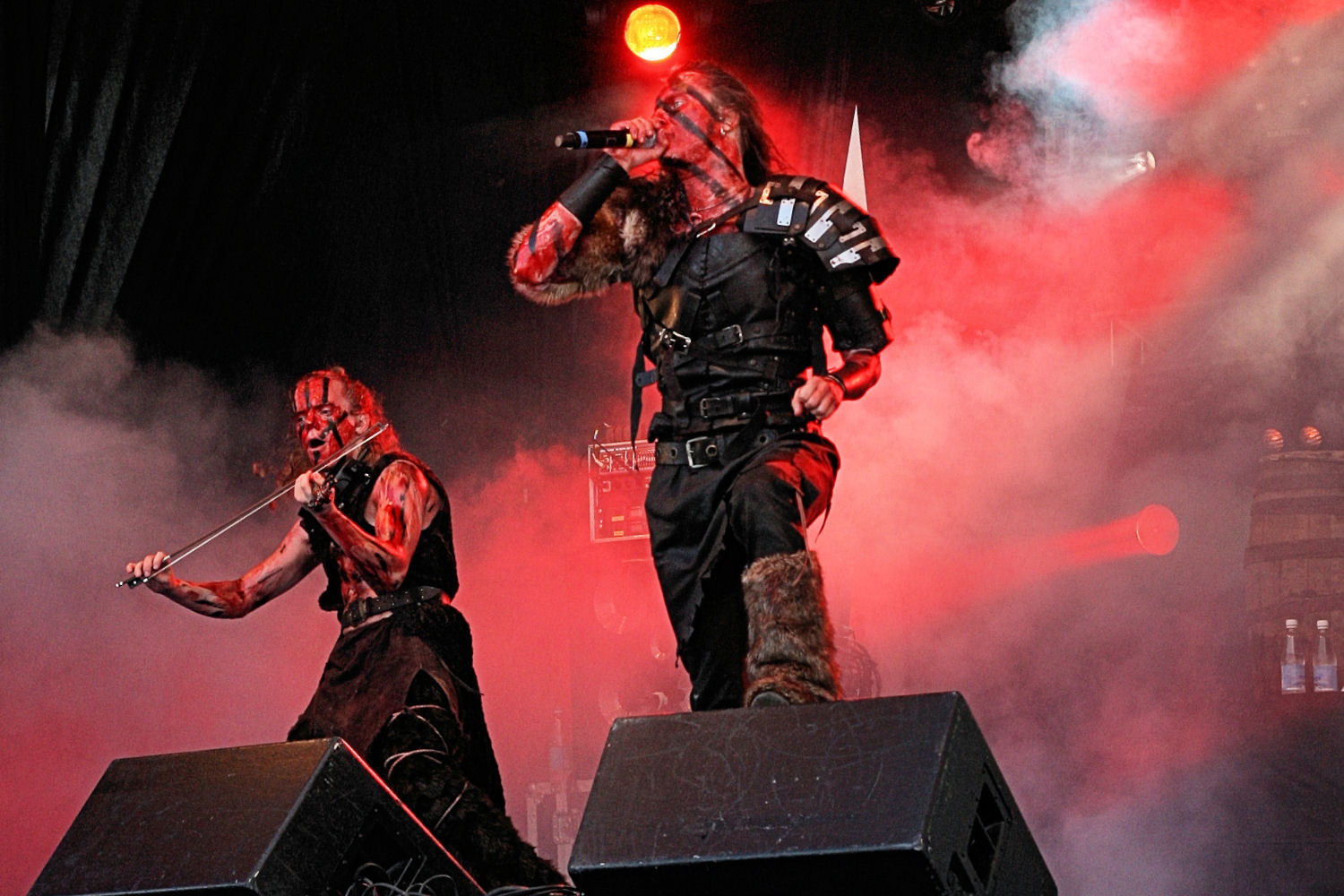
Turisas, una coneguda banda de viking metal.

Nascut a Escandinàvia, el viking metal és un subgènere del folk metal en el que es canta sobre els costums i tradicions dels vikings, normalment sobre una base de black metal. Iniciat pels suecs Bathory, algunes de les bandes més representatives són Falkenbach, Turisas i Amon Amarth. Tot i això, moltes vegades el gènere és desvinculat del folk metal, per la gran diferència musical que trobem entre alguns dels grups, com els mateixos iniciadors Bathory o Amon Amarth. La temàtica, tot i que mai sol apartar-se de la tradició vikinga, és molt variada, i a les lletres es parla des de llegendes dels déus nòrdics fins banquets de cervesa després de les victòries a les batalles, passant per temes èpics de guerrers, i fins i tot reclames en favor del paganisme i en contra de la cristianització d'Escandinàvia.

### Celtic metal

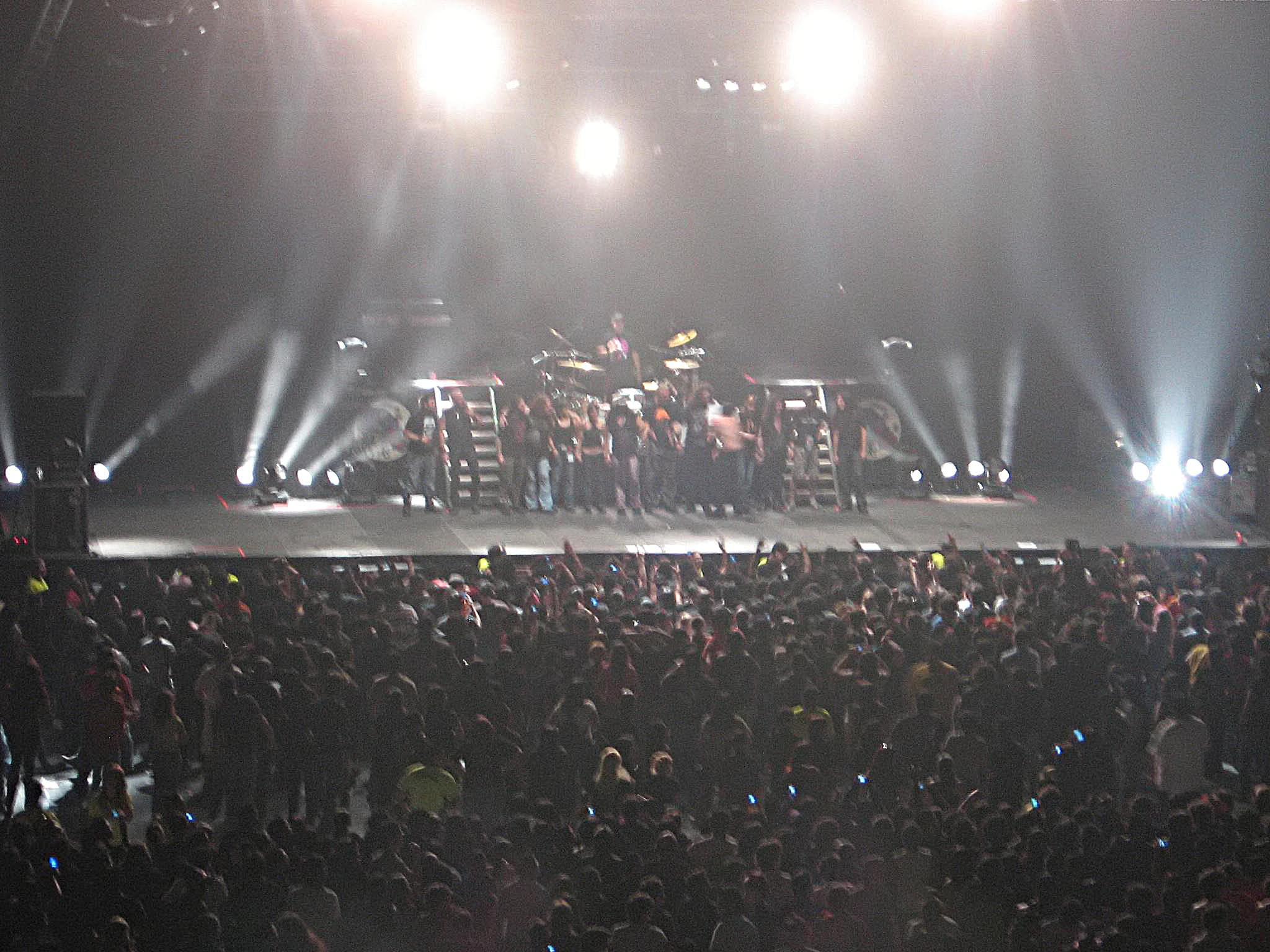
Mägo de Oz, un grup espanyol de celtic metal.

També cal nomenar el celtic metal, que probablement és la variant més coneguda i la més característica. Aquests grups, entre els que podem mentar alguns com Cruachan, Waylander o Thuata de Dannan; fan un gran ús d'instruments de la tradició cèltica, com la flauta i la gaita, encara que no tots destaquen els costums dels celtes. Mägo de Oz, per exemple, canta sobre la tradició castellana, com podem esmentar el Quixot. Moltes vegades, aquestes bandes evoquen el paganisme i les religions precristianes, fet que ha donat lloc a una nova variant, el celtic pagan metal, del qual el major representant són els suïssos Eluveitie.

### Medieval metal

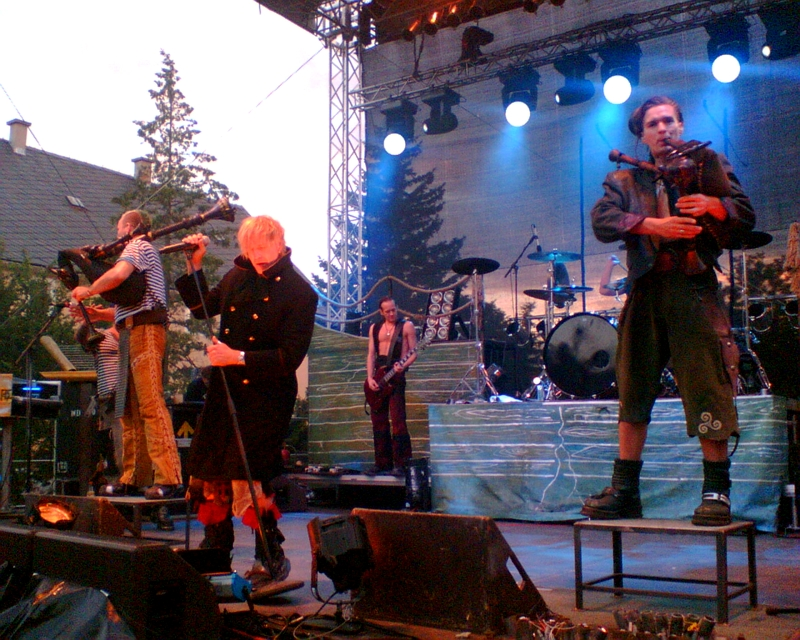
In Extremo, un dels màxims exponents del medieval metal.

El medieval metal és el subgènre que sorgix de la mescla de música medieval i folk metal. Contràriament al celtic metal o el viking metal, els grups de medieval metal no solen fer apologia del paganisme, i àdhuc hi ha alguns que, en el seu èmfasi per reviure la cultura medieval, han fet cançons de caràcter cristià, com algunes versions de cants marians realitzades per In Extremo. Algunes de les bandes més representatives són els mateixos In Extremo, Tanzwut, Subway to Sally o Corvus Corax. També cal dir que alguns d'aquests grups canten a voltes en la varietat medieval de les llengües europees, i fins i tot en llatí eclesiàstic.

## Altres variants del folk metal
Tot i que normalment només se sol emmarcar dins del folk metal els grups que imiten la tradició cèltica o germànica (a voltes també la medieval, com en el cas d'In Extremo), cal dir que el folk metal consisteix en realitat en la combinació de metal amb música tradicional autòctona. Així doncs, es podria dir que alguns grups com Sepultura, per la combinació que fa de thrash metal amb música popular brasilera; o System of a Down, per incorporar a les seves composicions elements de la música armènia, són folk metal. Això no obstant, aquestes classificacions no solen utilitzar-se per a aquesta mena de bandes, i l'etiqueta folk metal acostuma a quedar restringida als grups que reuneixen les característiques abans esmentades.

## Inflència sobre altres estils
El folk metal també va tindre gran repercussió en la creació d'altres gèneres que fusionen la música tradicional amb altres classes de música, com per exemple el folk-hardcore, que parla de les tradicions d'un poble sobre una base de hardcore punk (encara que no el folk metal no és l'origen del gènere, sí que va contribuir a la seua creació). Normalment, i per l'essència de la música punk (el folk-hardcore no forma part del metal), se l'utilitza com a mitjà de crítica, i per això moltes vegades els grups de folk-hardcore aprofiten per a fer reclames culturals. A més, les tradicions sobre les que canten ja no són només cèltiques o germàniques, fet que ha fet augmentar la varietat. És per això que grups com Obrint Pas o Almorranes Garrapinyaes, que combinen el hardcore amb la música tradicional valenciana, utilitzen la seva música per a reclamar la independència.
El folk rock també ha sofrit variacions a causa de la influència del folk metal. El folk rock, abans, es caracteritzava per la influència de la música country nord-americana, mentre que els nous grups del gènere, especialment els europeus, han adoptat el folclore de les cultures cèltiques, a la manera del folk metal. Així, grups com Celtas Cortos entren a formar part de la música folk rock, ja que les seues composicions difícilment es podrien considerar metal.

## Llista de grups de folk metal
- Arkona
- Celtibeers
- Cruachan
- Deadkubun
- Drakum
- Eluveitie
- Falkenbach
- Finntroll
- In Extremo
- Kivimetsän Druidi
- Korpiklaani
- Mägo de Oz
- Moonspell
- Northland
- Saurom
- Skyclad
- Subway to Sally
- Svartsot
- Steignyr
- Tanzwut
- Thuata de Dannan
- Turisas
- Týr
- Waylander
- Equilibrium